# Chrysemys picta
A tartaruga-pintada (Chrysemys picta) é uma espécie de tartaruga de água doce da família Emydidae encontrada nas águas da América do Norte. É a única espécie do gênero Chrysemys. Ela passa a maior parte de seu tempo na água e tem uma alimentação onívora bem variada. É possível manter esses animais como mascotes desde que se saiba sobre os cuidados necessários.
Sua expectativa de vida pode chegar a 40 anos, mas muitas não vivem até esta idade. Sua audição é pouco desenvolvida, mas possuem bom olfato e são capazes de enxergar cores.

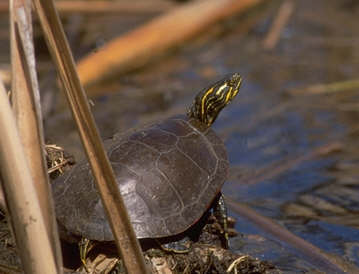

## Hábitos
Habitante de cursos de água calmos, pouco profundos, ricos em vegetação. A dieta desta espécie varía ao longo da vida. Durante a fase juvenil é carnívora (come  consiste pequenos animais aquáticos) mas, à medida que atinge a idade adulta tende a assumir uma dieta essencialmente herbívora.
Essa espécie hiberna durante o inverno, enterrada no fundo da lama dos substratos dos lagos congelados. Elas podem sobreviver sem comida ou oxígênio durante 5 meses inteiros, mais tempo que qualquer outro tetrápode.